# Thermes Saint-Mart
Les thermes Saint-Mart sont des thermes situés sur la commune de Chamalières dans le département français du Puy-de-Dôme, en région Auvergne-Rhône-Alpes.

## Historique
Les thermes de Saint-Mart ont été construits entre 1903 et 1905 afin de tirer parti des propriétés thérapeutiques de l'eau carbogazeuse locale. En 1912, l'édifice est agrandi par l’architecte Louis Jarrier, qui ajoute un pavillon d'entrée orné de mosaïques et une aile supplémentaire. Une seconde campagne de travaux est menée en 1937 par Antoine Chanet et Jean Liogier pour assainir le bâtiment. L’établissement ferme ses portes en 1980.

### Protection
Les thermes sont inscrites au titre des monuments historiques par arrêté du 9 avril 2001.

## Description
Bâtiment néoclassique doté d’un pavillon à mosaïques, de galeries chauffées, d’une buvette en verre coloré, de cabines de bain avec mobilier en bois clair. En 1937, les terrasses sont remplacées par des toitures à deux versants et les colonnes intérieures par du béton lisse.